# F-2戰鬥機

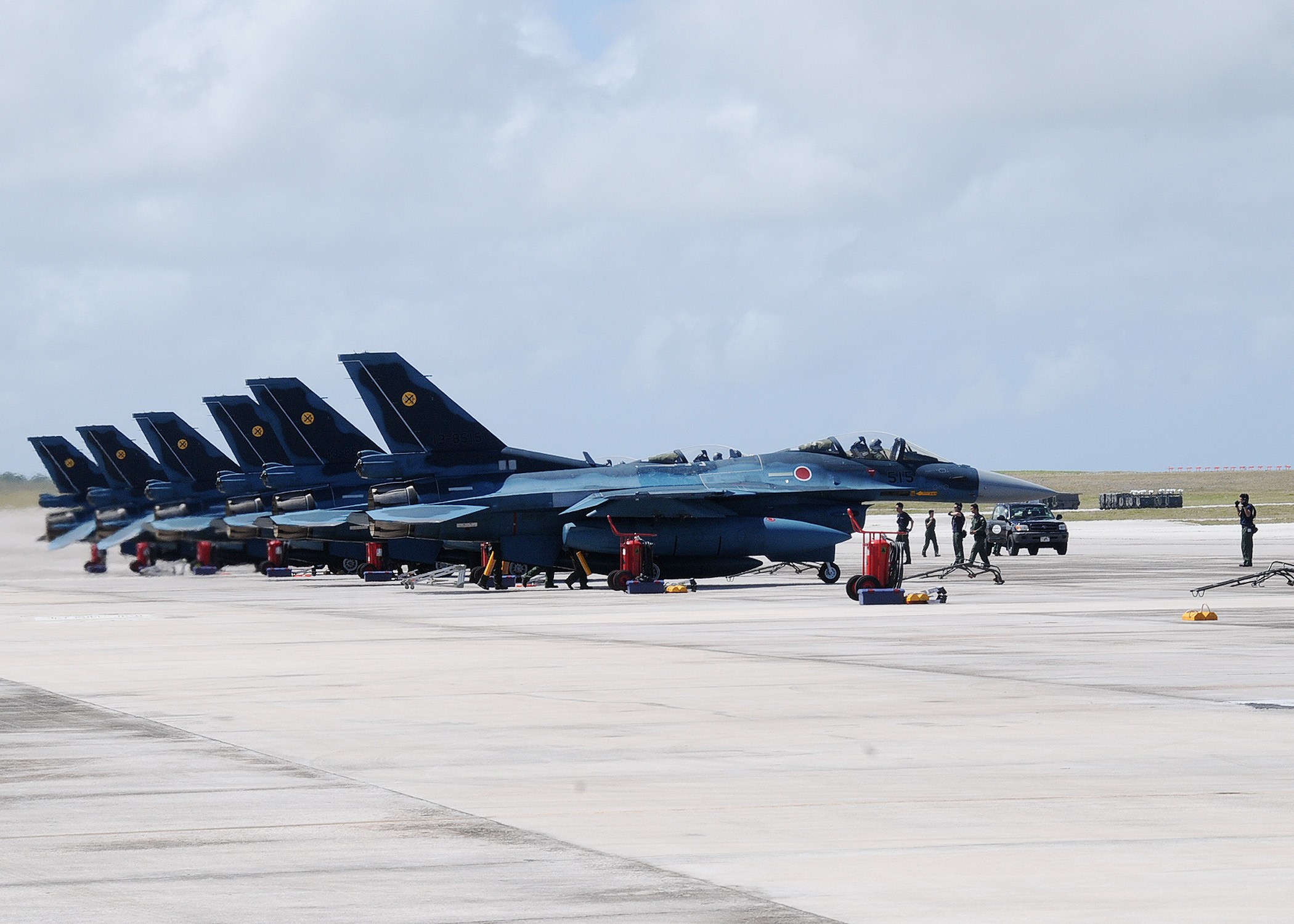
F-2戰鬥機參加2009年關島安德森空軍基地演習集訓

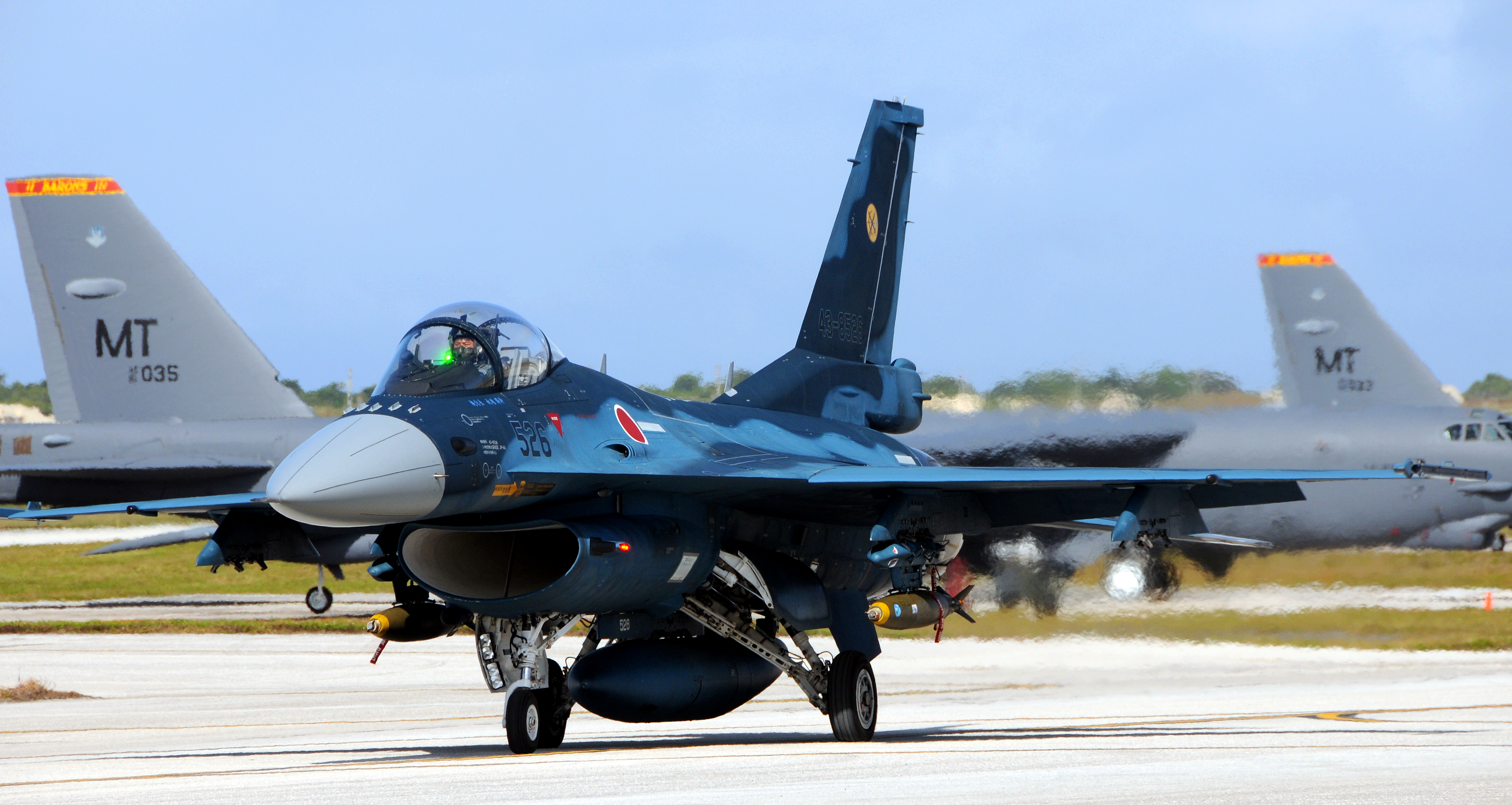
F-2戰鬥機參加2009年關島安德森空軍基地演習集訓，背後為美軍B-52H轟炸機

比F-16大型化，所以看似兩機相同但是諸多零件並不能通用

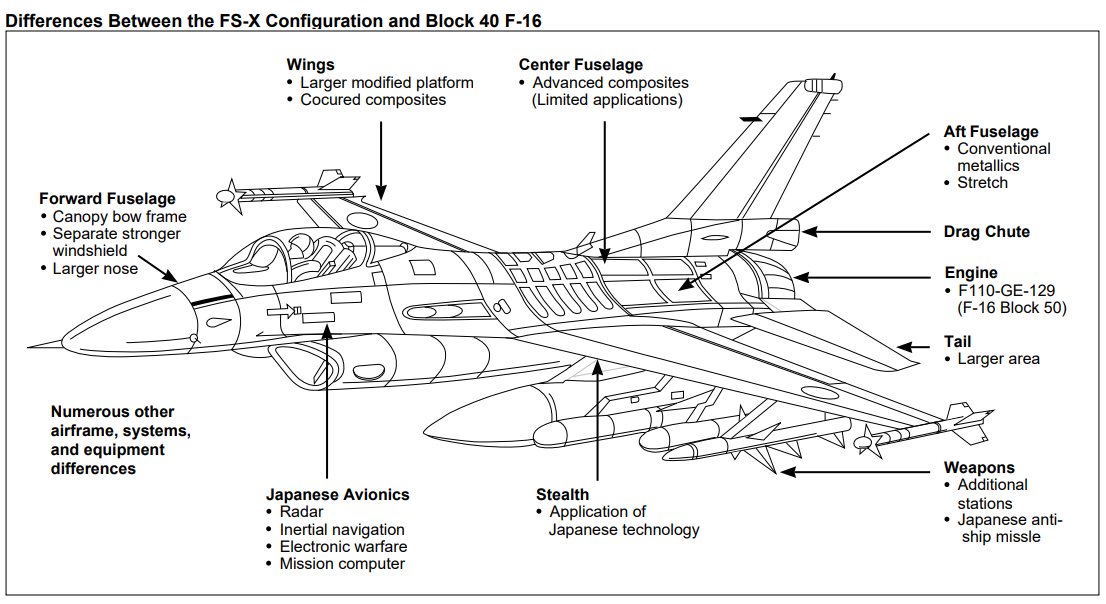
F-2和F-16 Block 40之間的差異

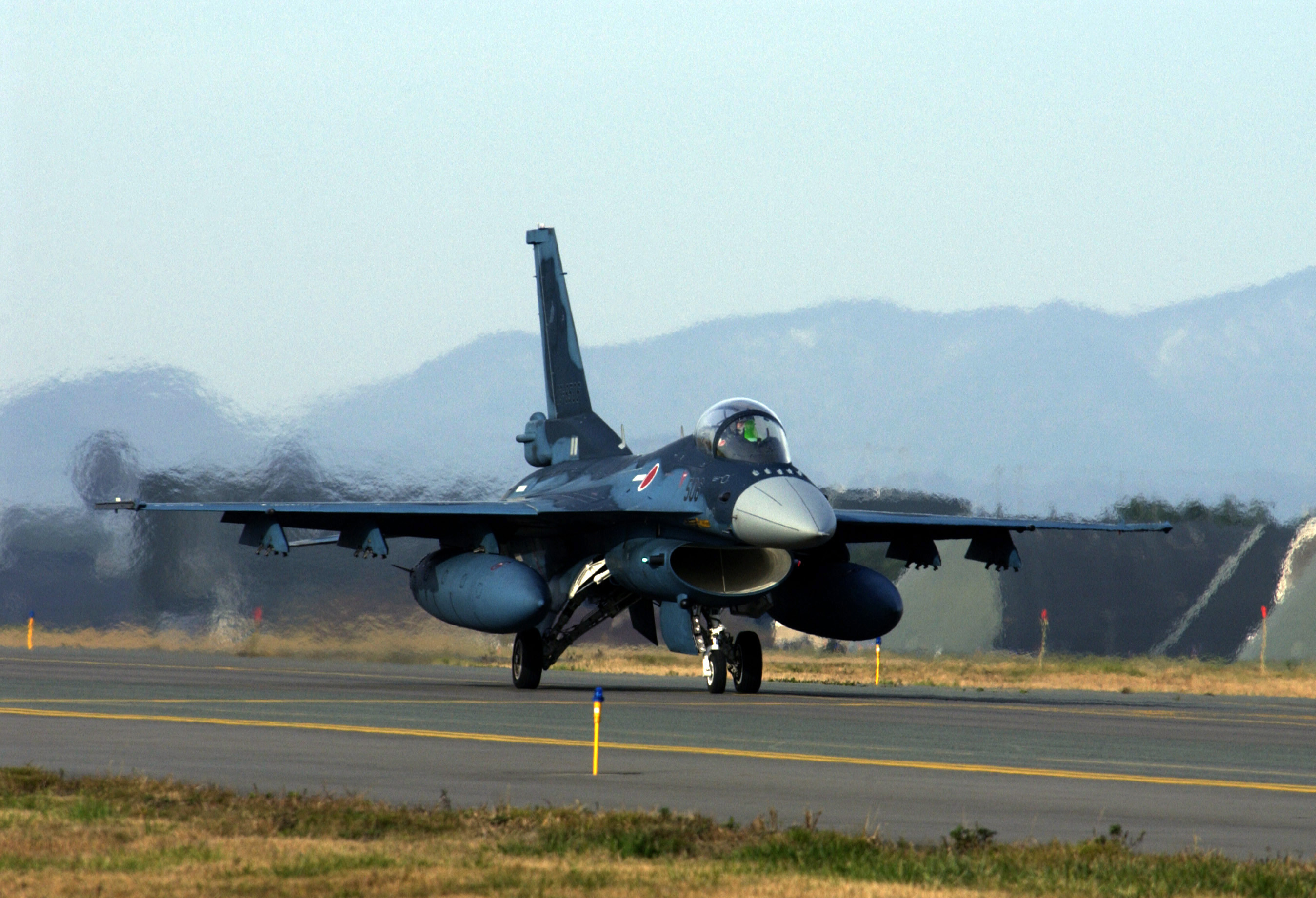
航空自衛隊第3飛行隊的F-2A在三澤空軍基地

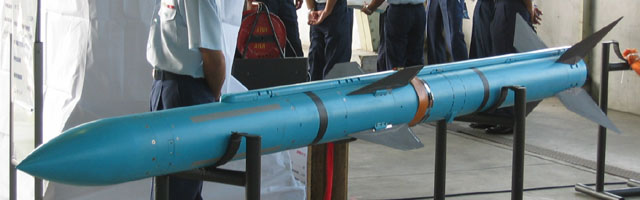
99式空對空飛彈（AAM-4），預定2010年配發F-2部隊

F-2戰鬥機是日本航空自衛隊專用的多用途戰機，為接替F-1戰鬥機退役後空缺的後繼機；經三菱重工業與美國洛克希德·馬丁公司技術合作，以F-16戰鬥機為基礎共同研製，於1995年原型機首飛，後在2000年開始服役。主要任務在於對地打擊和反艦作戰，搭配先進的電子作戰系統。是第一型使用主動式相列雷達的現役戰鬥機。坊間有「平成零戰」（平成年間的零式戰機）之稱。

## 歷史

### 研發
日本防衛廳技術研究總部自1973年開始進行了一系列技術基礎研究，其中包括氣動外形、複合材料、高機動性、先進火控技術、航空電腦、慣性導航、匿蹤技術和整體電子戰系統等。1984年12月6日防衛廳參謀會議開始探討F-1後繼機，FS-X計畫初現原型。 
1985年3月，三菱重工業提出獨立自主開發、代名為JF-210的戰鬥機方案，外型類似瑞典JAS-39“鷹獅”（Gripen）。不過，其戰鬥機採用雙垂尾雙發佈局，進氣口在座艙下方，兩具F404型發動機，起飛重量11.5噸，最大速度1.9馬赫，攜帶4枚反艦飛彈（ASM）時作戰半徑約930公里。
1987年下半年，日本國內三大報：朝日、每日與讀賣新聞就不斷地報導FS-X戰鬥機相關消息，關注的不是飛機本身，而是美日兩國政府關於FS-X的談判過程。日本曾提出共同開發，但在美國的壓力下，雙方達成協定，採用改進的F-15J或F-16C作為FS-X戰鬥機。
1991年，FS-X案完成細節設計，1992年4月通過審查，同年5月完成試驗模型（Mockup Model），評估完成後正式對外公開。1994年2月，各公司都完成了工程設計，開始製造一號原型機。
FS-X第一架原型機於1994年初開始組裝，1995年1月12日從三菱重工業公司的小牧南工廠出廠，同年10月第一次進行了38分鐘的試飛。首飛成功，穩定性、機動性和操縱性均良好。第二架原型機於1995年12月13日試飛，第三和第四架原型機分別於1996年2月和4月上天，各機首飛均獲成功，沒有出現大的意外，這是各國戰鬥機研究較少見的。另外，還有兩架原型機用於靜態試驗，其中結構和疲勞試驗達到約6,000小時。
1996年3月，日本政府決定：FS-X正式投入批量生產，飛機編號正式定為F-2，在1996財政年度首批採購了11架。
- F-2和F-16 Block 40之間的區別：
  - 機翼面積增加25％
  - 用於減輕整體重量和雷達信號的複合材料
  - 更長，更寬的鼻子可容納J/APG-1有源電子掃描陣列（AESA）雷達。F-2是世界上第一架配備AESA雷達的戰鬥機，早於F-22的AN/APG-77雷達之前。
  - 更大的尾翼
  - 更大的進氣口
  - 三件式座艙罩
  - 具有四枚ASM-1或ASM-2反艦導彈的能力，四個AAM和附加油箱

### 高價預算
由於技術方面的研發障礙使得F-2計劃嚴重超支；日本防衛廳最初撥給F-2的研製費只有1,650億日元預算，因為它是日美兩國間第一個武器合作研發項目，有既有的F-16為藍圖應該耗費不多改裝預算，然而最終日本為研製F-2耗資約3,600億日元。原計畫將生產141架的量產型戰機，也因預算問題削減至僅完成94架量產機。
2000年10月2日F-2戰鬥機總算在日本三澤基地舉行了服役典禮。簡短的典禮引起了眾多新聞媒體和軍事專家關注。

### 作戰能力
F-2戰機的作戰半徑在兩桶副油箱皆全滿下的情況下為834公里左右，且掛載四枚反艦導彈及兩枚空對空導彈，擁有不錯的火力和續航力。此外，從日本自衛隊和美軍的對抗演習中可看出，F-2戰機在空戰負載下，機動性也不輸給以防空為主要目標的F-16。
F-2戰鬥機在攜帶四枚反艦導彈時還能保有一定的運動性能（據稱可達4.4G），說明機體強度完全能勝任設計目標中對地對海的密接支援任務。
另外，關於該型戰機所配備的J/APG-1雷達，是全世界第一具安裝在戰機上的主動相位陣列雷達，在演習中曾出現雷達鎖定目標後又脫鎖的問題，此問題是因機體和雷達配合上的干擾，日本宣稱已獲得解決。
在最新的改進行程中計畫將J/APG-1升級為J/APG-2型雷達，最大的改進為T/R模組採用了GaN技術，推測可在同樣的面積下取得接近3倍的波束功率，是非常不錯的改進結果。
此外，J/APG-2型也具有電戰功能以及對飛彈追蹤和上鏈功能。

### 部分流言與缺點
最適合日本需求的戰機應為對地、海攻擊力強大的F/A-18，但有部分流言宣稱，美國政府為F-16出口需要，對日本當局強力施壓，才使得F-16得以中選。另該型戰機在設計上有缺陷，攜帶一定程度的武裝（如四枚反艦導彈），在高速飛行時，機身會產生強烈震動，但實際上應該僅出現在特定速域。而該機所使用，由日本開發的複合材料，於FS-X計畫完成後，美國也有採用。此外，日方於FS-X計畫時所開發，號稱技術水平當時最先進的AESA型雷達此問題是因機體和雷達配合上的干擾，日本宣稱已獲得解決。

### F-2「超級改」性能提升項目計劃
美國在合作開發F-2的洛克希德·馬丁公司於2004年中，舉行了“ 2004日本國際航空航天展覽會 ”，提出了F-2A/B的升級計劃。洛克希德·馬丁公司稱這架飛機為F-2 Super Kai。
性能提升項目：
- 預期將擴大搜索及瞄準能力，更換為新型AESA雷達。
- 支持帶有JTIDS或MIDS端子的Link 16 / TADIL-J
- 武器系統官（WSO）專門增加了後排座椅
- AIM-120先進中程空對空飛彈
- AIM-9X響尾蛇空對空飛彈
- AGM-154聯合戰區外武器
- AGM-88高速反輻射飛彈
- 制導集束炸彈的作戰能力
- JDAM和LJDAM等製導炸彈的作戰能力
- 支持JHMCS。
- 狙擊手XR的作戰能力
- 偵察吊艙的作戰能力
- 增加適形油箱
- 主翼下的所有四個掛點都裝備有武器，可以使用
- 發動機換裝為F110-GE-132發動機

日本防衛省暫時沒有計劃採用該計劃，洛克希德·馬丁公司也未發布後續報告。但是，上述一些計劃是通過以下所述的改造獲得能力的，例如，通過增加國產AAM-4 / AAM-5的作戰能力來替換AIM-120和AIM-9X。 JDAM及AIM-120的作戰能力也已透過升級完成。

### 配備部隊
- 日本
  - 日本航空自衛隊
    - 三澤基地 - 第3航空團 第3飛行隊

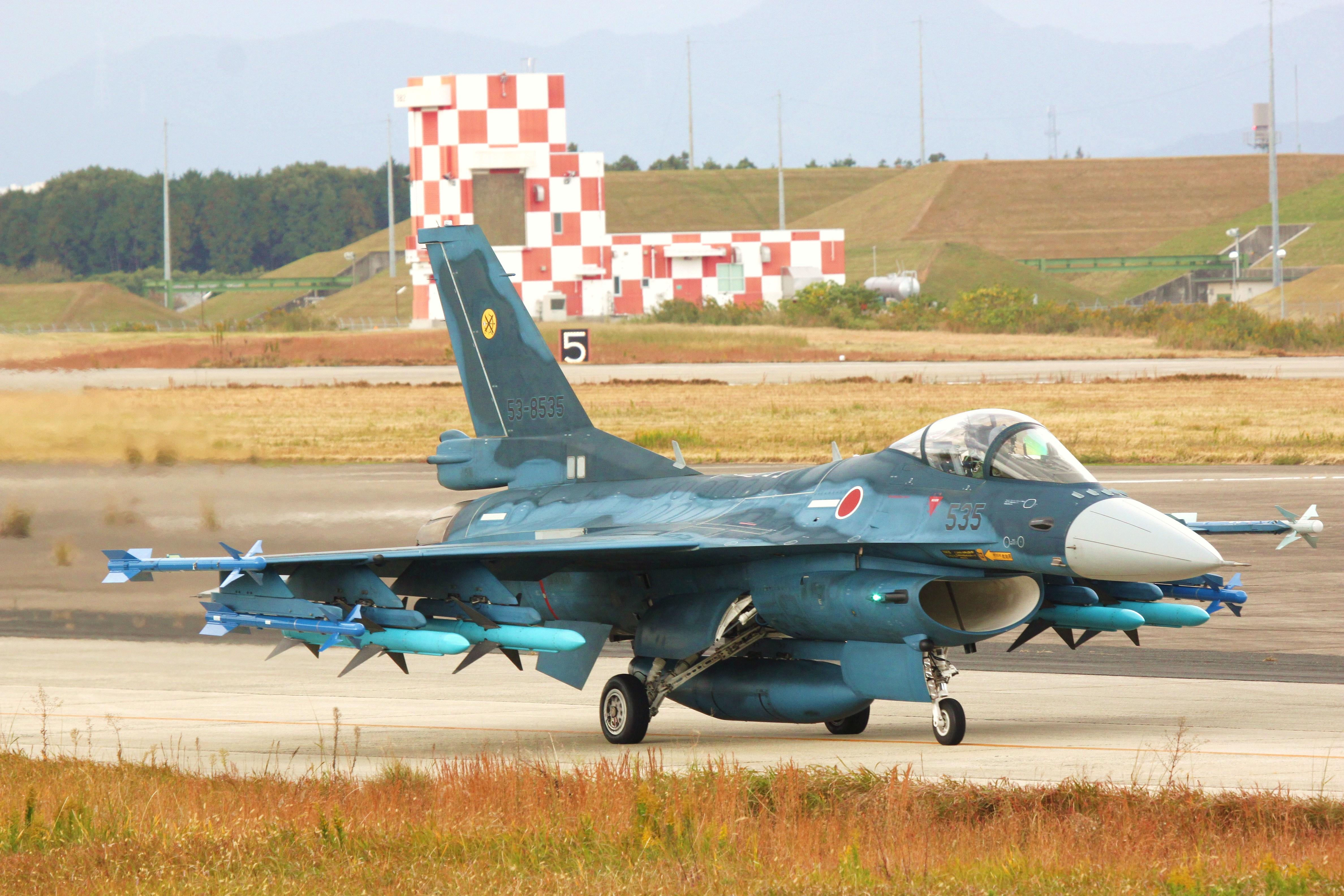
F-2戰鬥機發源自F-16的「敏捷隼」構型，後來美國沒有採用反由日本採用

    - 松島基地 - 第4航空團 第21飛行隊
    - 濱松基地 - 第1術科學校
    - 岐阜基地 - 飛行開發實驗團（XF-2）
    - 築城基地 - 第8航空團 第6飛行隊

### 事故
- 2007年10月31日，一架編號43-8126的F-2B（2004年服役）在愛知縣名古屋小牧基地進行飛行試驗時起飛失敗，飛機隨後著火焚燬，飛行員皆成功脫離僅受輕傷。[9]
- 2011年3月11日，隸屬於松島基地的F-2因2011年日本本州島海域地震造成的海嘯淹至機場遭到水害，造成當地共計18架F-2戰機毀損[10]，由於松島基地除了一般業務外還擔負F-2戰機的轉換教育作業，因此損失的機種以F-2B為大宗；防衛省而後認定這批戰機仍在可修復的範疇，因此將培訓人員轉移至三澤基地繼續課程，基地人員則在4月17日開始對這些戰機進行維修[11]，先期維修的經費在2011年第一次預算修正案提出，分解檢查這些戰機的經費預計為150億日圓。5月18日防衛省公布的檢查結果表示可修復機體只有6架，將會用5年的時間將這6架飛機修復並同時進行升級，每架的修復經費約為50-60億日幣，維修經費將在在2011年第二次預算修正案提出，修復後的F-2B將繼續擔負訓練任務。[12]。2013年1月22日，計畫修復的機體數增加為13架[13]。2018年2月28日，第13架修復完畢[14]。
- 2019年2月20日，日本航空自衛隊一架F-2戰鬥機上午在山口縣近海進行飛行訓練，於日本時間上午9時18分許，突然從雷達上消失，自衛隊方面立即派員前往搜尋，並於該海域發現油膜等墜機證據，2名飛行員雙雙生還，目前已被救起。失事戰機來自福岡縣空中自衛隊筑城基地，至於事故原因是否與天候有關，有關人員現已展開詳細調查，待初步調查結果出爐後方可進一步釐清。[15]
- 2025年8月7日，日本航空自衛隊一架F-2戰鬥機於中午12點35分在茨城縣附近的太平洋墜落。當時共有2架F2戰鬥機在茨城縣近海太平洋進行訓練，其中1架不明原因墜毀，飛行員緊急彈射逃生，UH-60J搜救直升機安全救回飛行員送醫，目前確認沒有生命危險，詳細事故原因還有待調查。據空自稱，墜落的飛機隸屬於茨城縣百里基地。[16]

## 規格

### 基本資料
- 成員：1名（F-2A）；兩名（F-2B）

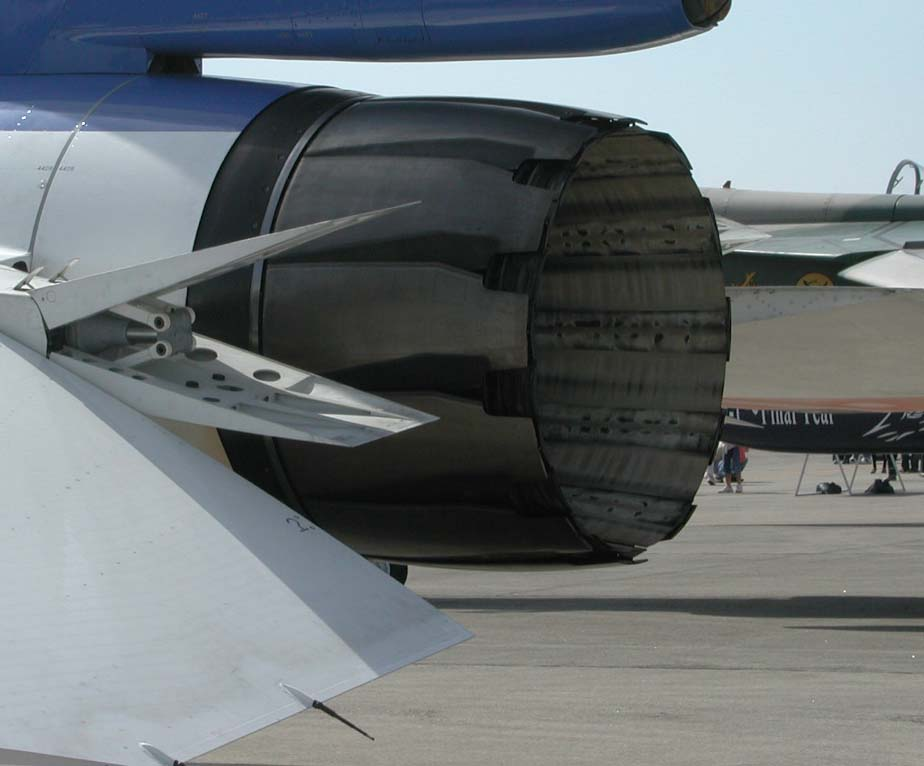
噴射口

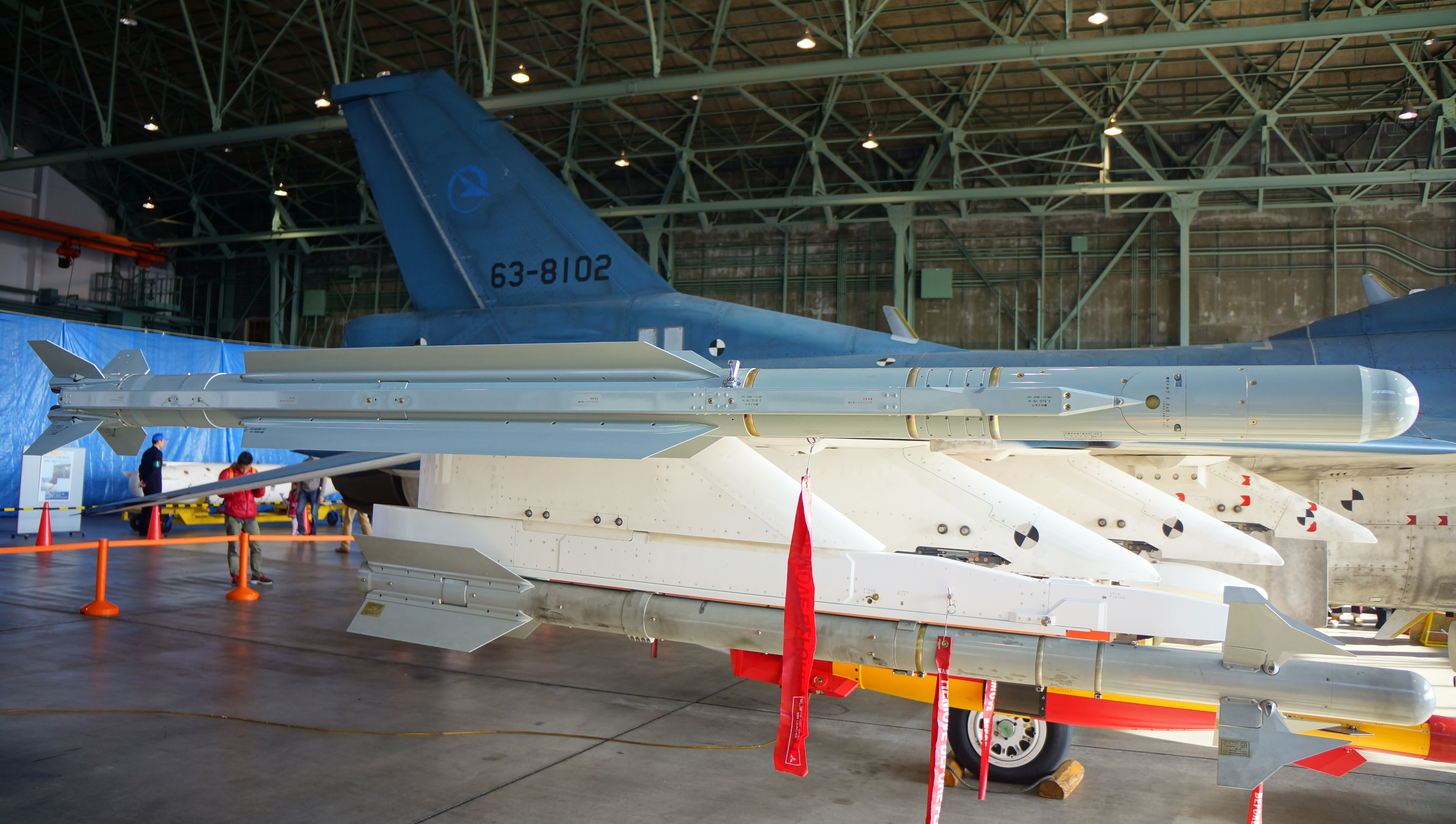
AAM-5對空飛彈(04式空對空飛彈)(上)
AAM-3對空飛彈(90式空對空飛彈)(下)

- 機長：15.52公尺（50 ft 11 in）
- 翼展：11.13公尺（含翼尖導彈發射架時，36 ft 6 in)
- 机高：4.96公尺（15 ft 5 in）
- 機翼面積：34.84平方公尺（375 ft²）
- 空重：9,527公斤（21,000 lb）
- 正常起飞重量：13,459公斤（29,672 lb）
- 最大起飛重量：22,100公斤（48,722 lb）
- 發動機：1具奇異F110-IHI-129 渦輪扇發動機
- 軍用推力：76千牛頓（17,000 lbf）
- 後燃推力：131千牛頓（29,500 lbf）

### 性能
- 最高速率：2.0馬赫（2,124km/h）
- 作戰半徑：超過833公里（執行反艦任務時，攜帶4枚反艦導彈、2枚空對空導彈和2具2270升的副油箱）[17]
- 最大高度：18,000公尺（59,000 ft）
- 機翼載荷：634.3公斤/公尺²（129.9 lb/ft²）
- 推重比：0.994
- 載掛點：11個
- 設計超載：+9/-3G

### 航空電子設備
- 三菱電機製J/APG-1電子掃描陣列雷達。
- 三菱電機製J/APG-2電子掃描陣列雷達。

### 裝備

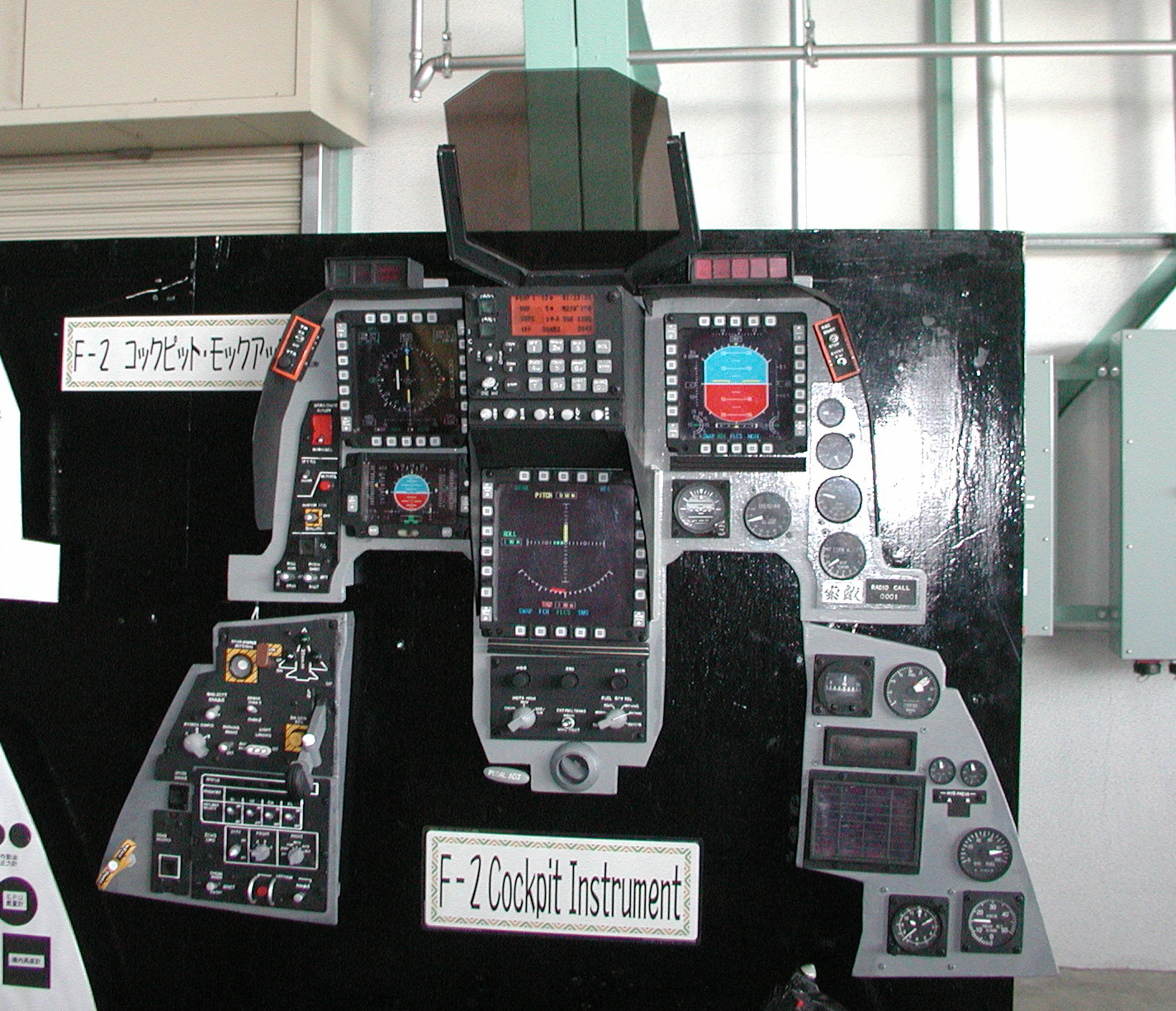
F-2儀表版為數位化

JM61A1火神式機砲（備彈512發），搭配8,085公斤的彈藥。

#### 對空飛彈
- AIM-9L
- AIM-7F/M
- AAM-3 90式空對空紅外線導引飛彈
- AAM-5 04式空對空紅外線導引飛彈
- AAM-4 99式空對空中程主動導引飛彈
- AAM-4B 99B式空對空中程主動導引飛彈

#### 反艦飛彈
- ASM-1 80式空對艦飛彈
- ASM-2 93式空對艦飛彈
- ASM-3

#### 空對地武器
- CBU-87集束炸彈
- RL-4火箭
- J/LAU-3火箭
- RL-7火箭
- 聯合直接攻擊彈藥
- Mk 82普通炸彈
- Asm-3
- Asm-2

| 計劃年 | 支援戰鬥機部隊 3個飛行隊 | 教育飛行隊 | 預備機 | 術科教育 | 飛行教導隊 | 特技飛行隊 | 合計  |
| ------ | ------------------------ | ---------- | ------ | -------- | ---------- | ---------- | ----- |
| 最初   | 60機                     | 21機       | 39機   | 2機      | 8機        | 11機       | 141機 |
| 1995年 | 60機                     | 21機       | 39機   | 2機      | 8機        | 0機        | 130機 |
| 2004年 | 60機                     | 21機       | 15機   | 2機      | 0機        | 0機        | 98機  |
| 2006年 | 60機                     | 21機       | 11機   | 2機      | 0機        | 0機        | 94機  |

## 總生產量

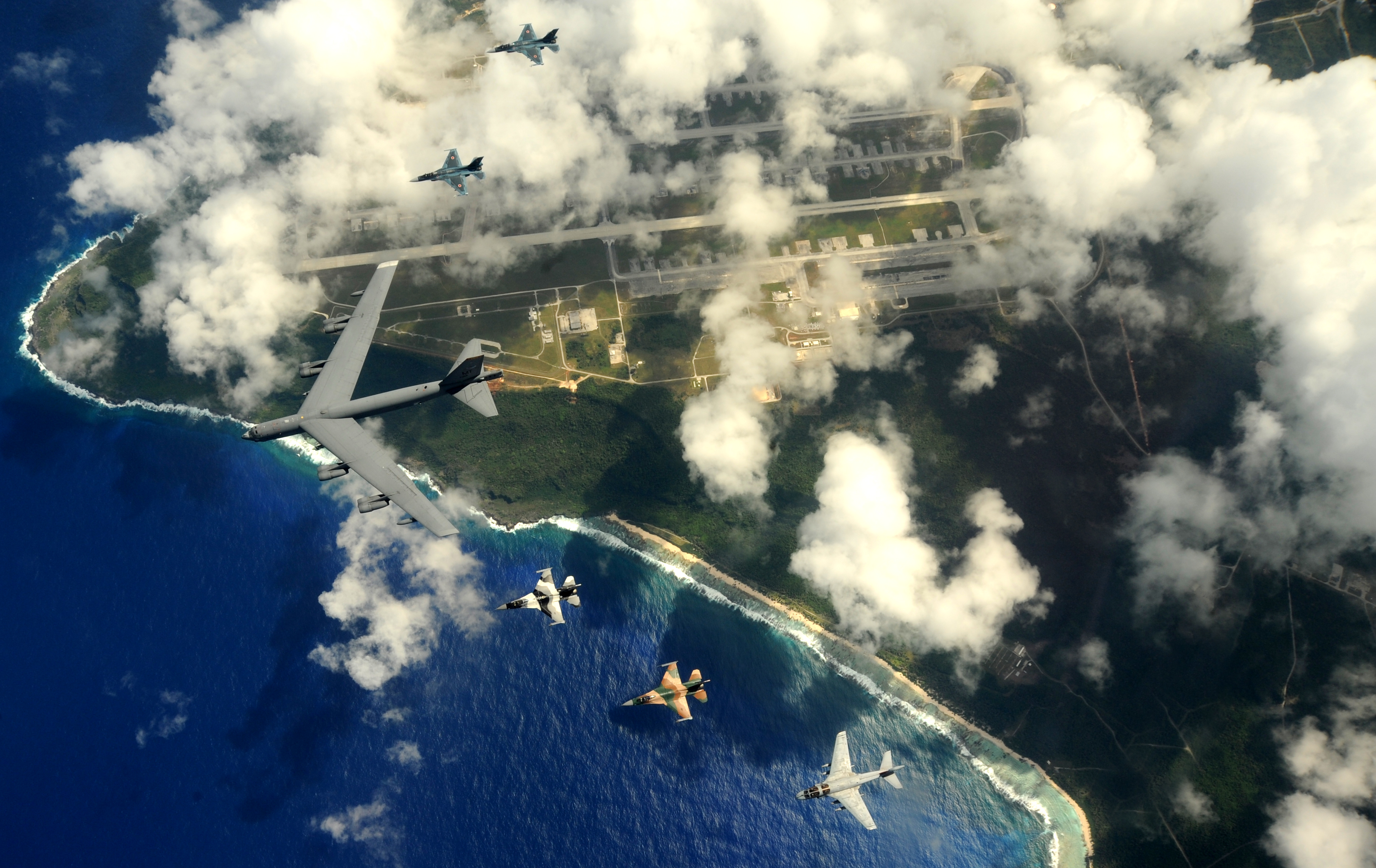
來自第 23 遠征轟炸中隊的 B-52率領日本航空自衛隊第 6 中隊的 F-2、美國空軍第 18 侵略者中隊的 F-16 和美國海軍 EA-6B，攝於2009 年 2 月 10 日

- XF-2A：單座原型機，生產兩架，目前作為飛行實驗用

編號63-8501/502（舊編號63-0001/003）。
- XF-2B：雙座原型機，生產兩架，目前作為飛行實驗用。

編號63-8101/102（舊編號63-0002/004）
- F-2A：單座戰機版，預定生產62架。

編號03-8503~507/509、13-8508/510~521、33-8522/523、43-8524~530、53-8531~533/535、63-8534/536/541、73-8542/543
- F-2B：雙座戰機版，預定生產32架。

編號63-8103~106、23-8107~115、33-8116~124、43-8125~129、53-8130/131、73-8132/133
- 防衛省（舊防衛廳）與三菱重工業等內部有「F-2C/D/E/F」等編號使用，但只是內部實驗的F-2性能提升計畫相關代號，均不屬於正式型號，2004年的國際航空宇宙展上有公佈一台「F-2超級改」構型的資料和縮小模型機，該型機概念來自以色列的F-16I，外掛了適形油箱在機背和強化若干航電，惟至今沒有具體實現的消息只停留在設計階段。

## 服役單位
日本
- 航空自衛隊

## 流行文化
- 電影《正宗哥吉拉》中出現多架航空自衛隊F-2戰鬥機對哥斯拉進行攻擊[18]。

## 外部連結
- 航空自衛隊介紹
- F-2超級改（页面存档备份，存于）